# جمعية الأبحاث النفسية
جمعية البحوث النفسية (SPR) هي منظمة غير ربحية تأسست في عام 1882 في المملكة المتحدة. يتمتل غرضها المعلن في فهم الأحداث والقدرات ذات الطابع النفسي أو الخارق من وجهة نظر علمية. وتصف الجمعية نفسها بأنها «أول مجتمع يدير أبحاثًا علمية منظمة في التجارب البشرية التي تتحدى النماذج العلمية المعاصرة».

## تاريخ
تأسست جمعية الأبحاث النفسية في لندن عام 1882 من قبل فريدرك مايرز، وليام فليتشر باريت، وإدموند جورني، وإدموند روجرز وهنري سيدجويك الذي أصبح أول روؤسائها.
تم إنشاء لجان لتوزيع العمل حسب التخصص وهي التخاطر، المغناطيسية الحيوانية، استبصار، ظهور الأشباح والأرواح الشريرة وذلك من أجل «التركيز على دراسة هذه الأسئلة الجديدة، دون تحيز أو تحامل من أي نوع، في نفس منحى البحث الدقيق والمحايد الذي سمح للعلم بحل الكثير من الأسئلة الغامضة المتساوية والجدل على حد سواء».

### منزل بورلي ريكتوري
ساهم هاري برايس في شهرة منزل بورلي ريكتوري بعد نشره لكتاب عام 1940 وثق من خلاله سلسلة من المزاعم، حيث أصبح المبنى مشهورا باسم «المنزل الأكثر سكنًا بالأشباح في إنجلترا».
لكن أظهر تقرير أجرته جمعية الأبحاث النفسية تحت عنوان «تقرير بورلي»، أن العديد من الظواهر كانت إما مزيفة أو لأسباب طبيعية مثل الجرذان والأصوات الغريبة التي تعزى إلى الشكل الغريب للمنزل. في استنتاجهم، كتب المؤلفون «عندما يتم تحليل الأدلة، تفقد تلك الروايات المرعبة والشريرة حول المنزل المسكون في كل لحظة قوتها لتختفي في النهاية.» فيما كتب الباحث تيرينس هاينز أن «السيدة ماريان فويستر، زوجة القس ليونيل فويستر التي عاشت في المنزل منذ عام 1930 إلى عام 1935، كانت تعمل بنشاط كبير في خلق وجود ظواهر مسكونة. كما قام هاري برايس بنفسه بتزييف ودس العديد من الظواهر حينما كان في المكان.»